# Al-Kafirun

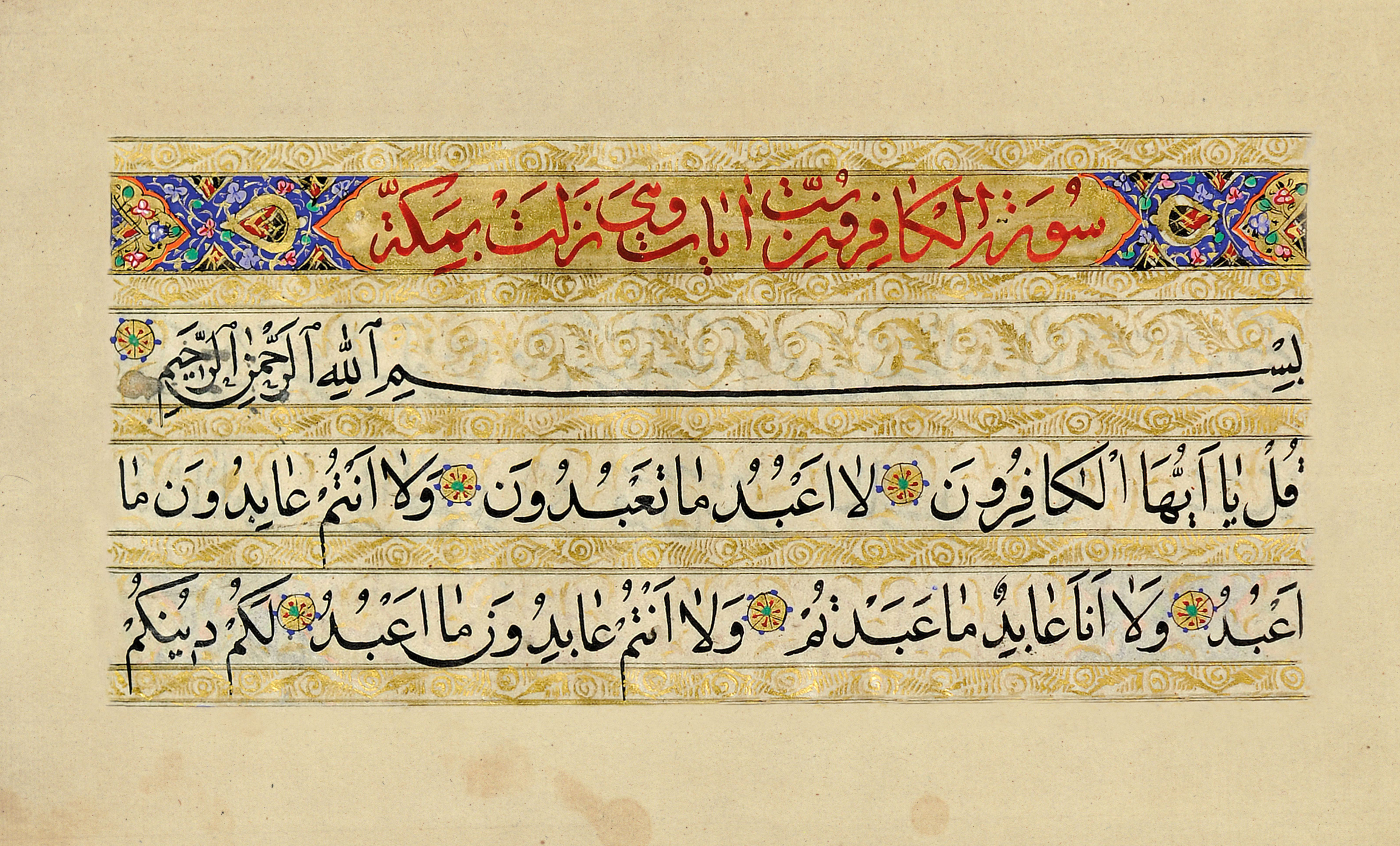
Tekst sury "Al Kafirun" po arabsku

Al-Kāfirūn (arab. ‏ألكَافِرُونَ‎, pol. Niewierni) – 109 rozdział (sura) Koranu. Sura ta jest jedną z najkrótszych w Koranie – składa się z sześciu wersetów, 27 słów i 98 liter.

"Al-Kafirun" w arabskiej kaligrafii

## Przekład tekstu Sury
Wg Musy Çaxarxana Czachorowskiego.

W imię Boga Miłosiernego, Miłościwego!
1. Powiedz: „O wy, niewierni! 
2. Ja nie czczę tego, co wy czcicie,
3. i wy nie czcicie tego, co ja czczę.
4. Ja nie będę czcił tego, co wy czcicie,
5. i wy nie będziecie czcić tego, co ja czczę.
6. Dla was jest wasza religia i dla mnie jest moja religia”

## Znaczenie poszczególnych wersetów wgTafsiruIbn Kathir
| numer wersetu | arabski tekst          | polski przekład wg Czachorowskiego                       | znaczenie wg Tafsiru Ibn Kathir |
| ------------- | ---------------------- | -------------------------------------------------------- | --- |
| 1             | قُلْ يَٰٓأَيُّهَا ٱلْكَٰفِرُونَ       | Powiedz: „O wy, niewierni!                               | Dotyczy to każdego niewierzącego na Ziemi. Jednocześnie to zdanie jest w szczególności skierowane do niewierzących z plemienia Kurajszytów. Zostało powiedziane, że w swojej ignorancji zaproponowali Wysłannikowi Allaha (Prorokowi Muhammadowi) czczenie ich idoli przez rok, i że oni (w zamian) czciliby Jedynego Boga - Allaha przez (następny) rok. W odpowiedzi Allah objawił tę surę. |
| 2             | لَآ أَعْبُدُ مَا تَعْبُدُونَ      | Ja nie czczę tego, co wy czcicie,                        | Nie czczę kamiennych posążków, bożków. Nie dodaję współtowarzyszy Allahowi. |
| 3             | وَلَآ أَنتُمْ عَٰبِدُونَ مَآ أَعْبُدُ | i wy nie czcicie tego, co ja czczę.                      | Nie czcicie Allaha jako Boga Jedynego, którego ja czczę. |
| 4             | وَلَآ أَنَا۠ عَابِدٌ مَّا عَبَدتُّمْ  | Ja nie będę czcił tego, co wy czcicie,                   | Nie będę czcił bożków, ani dodawał współtowarzyszy Bogu. |
| 5             | وَلَآ أَنتُمْ عَٰبِدُونَ مَآ أَعْبُدُ | i wy nie będziecie czcić tego, co ja czczę.              | Nie podążacie za nakazami Allaha, ale za tym, co sami wymyślacie. |
| 6             | لَكُمْ دِينُكُمْ وَلِىَ دِينِ=     | Dla was jest wasza religia i dla mnie jest moja religia” | "Wasza religia" oznacza bycie spośród kafirun, niewiernych. "Moja religia" oznacza Islam. |